# سي راتشا
سي راتشا (بالتايلندية: อำเภอศรีราชา )‏ هي بلدية، في تايلاند، تتبع محافظة تشونبوري، بلغ عدد سكانها 266,397  نسمة في 2014، رمزها البريدي هو 20110، و20230.

## التقسيمات الإدارية
- Si Racha ‏
- Surasak ‏
- Thung Sukhla ‏
- Bueng ‏
- Nong Kham ‏
- Khao Khansong ‏
- Bang Phra ‏
- Bo Win ‏.

## أعلام
- أمنات رونروينج